# Deyang
Deyang (cinese: 德阳; pinyin: Déyáng) è una città-prefettura della Cina nella provincia del Sichuan.